# Hörnsjön (Nordmalings socken, Ångermanland)
Hörnsjön är en sjö i Hörnsjö, Nordmalings kommun i Ångermanland och ingår i Hörnåns huvudavrinningsområde. Sjön har en area på 0,582 kvadratkilometer och ligger 130 meter över havet. Sjön avvattnas av vattendraget Hörnån.

## Delavrinningsområde
Hörnsjön ingår i det delavrinningsområde (708279-168275) som SMHI kallar för Utloppet av Hörnsjön. Medelhöjden är 142 meter över havet och ytan är 4,14 kvadratkilometer. Räknas de 27 avrinningsområdena uppströms in blir den ackumulerade arean 251,3 kvadratkilometer. Avrinningsområdets utflöde Hörnån mynnar i havet. Avrinningsområdet består mestadels av skog (22 procent), öppen mark (29 procent) och jordbruk (26 procent). Avrinningsområdet har 0,58 kvadratkilometer vattenytor vilket ger det en sjöprocent på 14,1 procent.